# 요크군 (매사추세츠주)
요크군 또는 요크 카운티(York County)는 미국 매사추세츠주에 위치한 이전의 군이다. 1780년 메인 지구로 되었으며, 지금은 메인주에 속한다.

## 인구
| 연도              | 인구   | ±%       |
| ----------------- | ------ | -------- |
| 1650              | 1,000  | —        |
| 1760              | 20,000 | +1900.0% |
| 출처: 1650 & 1760 |        |          |